# Banda presidencial de México
La banda presidencial de México es uno de los símbolos de la presidencia de México, el único oficializado por la ley, consistente en una banda de tela formada por tres franjas correspondientes a los colores de la bandera mexicana, con el escudo nacional bordado con hilo de oro en el centro por encima de dichas franjas. Es usado de manera exclusiva por el titular del poder ejecutivo de México, quien la porta sobre el pecho de manera transversal desde el hombro derecho al costado izquierdo, uniendo los extremos a la altura de la cintura. Conforme a la legislación mexicana es una forma de presentación de la bandera de México y emblema del Jefe del Ejecutivo Federal.

## Historia

Banda de la Orden de Guadalupe

No hay un consenso en cuanto a la fecha de creación de la banda presidencial en México. Algunas fuentes afirman que no fue introducida hasta el séptimo mandato de Antonio López de Santa Anna en 1843, mientras que otras sostienen que fue creada por el primer presidente Guadalupe Victoria.
La confusión se debe a muchos factores. La vaga documentación y falta de legislación al respecto en las primeras décadas del México independiente, hacen difícil la investigación. Por otro lado, en los retratos contemporáneos de los primeros presidentes, es fácil confundir la banda presidencial con la prácticamente idéntica banda de la Orden de Guadalupe, creada por Agustín de Iturbide y posteriormente resucitada por Santa Anna. Es muy probable que esta orden, también con una banda tricolor, haya inspirado la sucesiva creación de la banda presidencial.
La mencionada orden fue propuesta por Agustín de Iturbide a la Junta Provisional Gubernativa para reconocer el mérito cívico en distintos grados, y a través de insignias, a los personajes que contribuyeran de manera significativa a la construcción del nuevo país. El decreto por el cual se aprobó su creación fue promulgado el 20 de febrero de 1822; posteriormente el I Congreso Mexicano estableció las bases, normas, requisitos, rituales y símbolos que acreditarían la pertenencia a la Orden de Guadalupe. Entre los ornamentos simbólicos se encontraba la Gran Banda Trigarante, que era una banda de tela de tamaño mediano que partía del hombro derecho al costado izquierdo y los extremos se entrelazaban con un moño, del que colgaba la Cruz de la Orden. El orden de las franjas eran inversos al de la bandera nacional, es decir con el verde en la parte superior. Todos los miembros de la orden portaban una banda tricolor de la que pendía su insignia correspondiente, la anchura de la banda también cambiaba conforme al grado otorgado. La correlación de la banda tricolor con el titular del ejecutivo, podría proceder del hecho de que el Emperador Agustín I (gran maestre de la orden), y cinco de los primeros presidentes de la historia (Guadalupe Victoria, Vicente Guerrero, Manuel Gómez Pedraza, Antonio López de Santa Anna y Nicolás Bravo) fueron miembros y por lo tanto portaban la franja de tela constantemente; incluso después de la caída del Imperio, pues aunque perdió su fuerza, sus miembros se mantuvieron vigentes.
Sin embargo, el primer presidente que portó una banda tricolor como emblema del cargo, aunque de forma simbólica, fue Pedro María Anaya. Al asumir la Presidencia de la República el 2 de abril de 1847, en el contexto de la Invasión estadounidense, se presentó a rendir protesta con una bandera entrelazada en su pecho declarando: juro defender hasta la muerte. A partir de ahí se volvió una costumbre que en las ceremonias de investidura y eventos solemnes que los presidentes se presentaran portando una banda de tela dividida con tres franjas, cuyo color superior (verde o rojo) solía variar al no existir oficialidad en la insignia, pero siempre con un escudo nacional bordado al centro, a la altura del pecho al ser portada. Incluso con el resurgimiento de la Orden de Guadalupe durante el Segundo Imperio el Emperador Maximiliano portó una similar. Fue hasta el 8 de febrero de 1984, con la promulgación de la Ley sobre el Escudo, la Bandera y el Himno Nacionales que se oficializó y reglamentó su uso y características.
Desde tiempos de Plutarco Elías Calles (1924-1928) la franja superior correspondía al color verde, pero las reformas a la Ley publicadas en el Diario Oficial de la Federación el 23 de junio de 2010, modificaron el orden en que se utilizaba la Banda Presidencial, cambiando el color verde en la franja superior por el rojo.
La reforma no fue a causa de preferencias meramente estéticas del presidente en turno, como se había especulado, sino que provino de una iniciativa presentada en marzo de 2009 por el diputado César Duarte Jáquez y el senador Gustavo Madero Muñoz. Argumentaron que la banda presidencial, al ser una "forma de presentación de la bandera nacional", debía sujetarse a la forma y orden que dicta el artículo tercero de la Ley sobre los símbolos patrios, respecto a la bandera. La iniciativa fue enviada al Congreso luego de que el presidente Felipe Calderón, al ser zurdo, se percató de que los colores estaban invertidos.
No obstante, el 27 de noviembre de 2018, el senado aprobó con 112 votos a favor y 1 en contra, que la banda fuera modificada y devuelta a su aspecto original.

### Controversias
Ha habido al menos dos casos en los que oponentes políticos han portado una versión no oficial de la banda presidencial. Nicolás Zúñiga y Miranda, conocido como "el candidato perpetuo", contendió en cuatro elecciones presidenciales durante el gobierno de Porfirio Díaz y en otras tres más después de 1917. Zúñiga se autonombró "presidente legítimo" y contaba con seis bandas presidenciales.
Un siglo después, en 2006, tras la cerrada elección presidencial en la cual el Tribunal Electoral del Poder Judicial Federal declaró ganador a Felipe Calderón, el candidato Andrés Manuel López Obrador, inconforme con la declaración del Tribunal, tomó protesta como "presidente legítimo de México" y usó una banda presidencial en una ceremonia llevada a cabo el 20 de noviembre de 2006. Aunque siguió afirmando ser el presidente legítimo hasta el 2012, no volvió a portar la banda.
En varias ocasiones, alcaldes de distintos municipios en México, han usado copias de la banda presidencial. Mientras algunos han argumentado ignorancia, otros simplemente se han disculpado y uno intentó editar las pruebas digitalmente.

## Características y diseño
La Ley sobre el Escudo, la Bandera y el Himno nacionales de México es la legislación que incluye las características, formalidades y protocolo sobre la banda presidencial mexicana. Dicha normatividad establece en su artículo 34 las características que este símbolo debe tener:

Artículo 34. La banda presidencial constituye una forma de presentación de la Bandera Nacional y es emblema del Poder Ejecutivo Federal, por lo que solo podrá ser portada por el Presidente de la República, y tendrá los colores de la Bandera Nacional en franjas de igual anchura colocadas longitudinalmente, correspondiendo el color verde a la franja superior. Llevará el Escudo Nacional sobre los tres colores, bordado en hilo dorado, a la altura del pecho del portador, y los extremos de la banda rematarán con un fleco dorado.

### Diseños a lo largo del tiempo
| |
| Diseño con el escudo nacional utilizado entre 1890 y 1909; sin embargo, debido a que el siguiente escudo conocido como la «águila del Centenario» estaba muy relacionada con Porfirio Díaz, se siguió usando años después. |

|                                                   |
| Diseño con la franja superior roja (2010 a 2018). |

| |
| Diseño actual con la franja superior verde y que fue el habitual , por lo menos desde 1924 hasta 2010, de nuevo desde 2018. |

## Uso
Por ley, el presidente debe portar la banda presidencial en cuatro situaciones:
- En la transmisión del Poder Ejecutivo Federal el 1 de octubre de cada seis años.[n. 1]
- Al rendir el informe de gobierno frente al Congreso de la Unión el 1 de septiembre de cada año.[n. 2]
- En la conmemoración del Grito de Dolores la noche del 15 de septiembre.
- Al recibir las cartas credenciales de los embajadores y ministros extranjeros en Palacio Nacional (habitualmente en el "Salón embajadores" de este).

Además, la ley señala que se usará en las "ceremonias oficiales de mayor solemnidad", permitiendo cierta libertad al presidente para su uso. Tradicionalmente, los presidentes la han portado en el desfile militar anual del 16 de septiembre. La ley estipula que el presidente debe siempre usar la banda por debajo del saco, excepto en la ceremonia de transmisión de poderes.

## Entrega
La banda se entrega de manera solemne en la ceremonia de toma de posesión el día 1 de octubre, al inicio del nuevo período de gobierno cada seis años, en la que el presidente saliente le entrega la banda al presidente entrante.
En la ceremonia de transmisión de poderes, después de que el presidente entrante haya rendido la protesta constitucional, el presidente saliente se quitará la banda y la entregará al  Presidente del Congreso de la Unión, quien la pondrá en manos del nuevo presidente y éste se la colocara a sí mismo.
Esta es la única ocasión en la que la banda presidencial queda descubierta en su totalidad por encima del saco. Además, puede ser también el único caso en el que una persona distinta al presidente puede usar la banda, ya que dado que el periodo comienza a las 00:00 horas, el presidente saliente asiste a la toma de protesta sin ostentar ya el cargo.

## Galería
|                                                                                |
| Presidente Miguel Miramón con una versión más simple de la banda presidencial. |

|                                                                         |
| Pintura al óleo del presidente Benito Juárez con la banda presidencial. |

|                                                                                           |
| Fotografía del presidente Francisco I. Madero con la banda presidencial de aquellos años. |

|                                                                      |
| Fotografía del presidente Lázaro Cárdenas con la banda presidencial. |

|                                                                                   |
| Fotografía oficial del presidente Miguel Alemán Valdés con la banda presidencial. |

|                                                                                 |
| Fotografía oficial del presidente Enrique Peña Nieto con la banda presidencial. |

| |
| Fotografía del presidente Andrés Manuel López Obrador con la banda presidencial el día de la toma de protesta. |

|                                                                          |
| Fotografía de la presidenta Claudia Sheinbaum con la banda presidencial. |